# Agnia molitor
Agnia molitor är en skalbaggsart som först beskrevs av Aurivillius 1927.  Agnia molitor ingår i släktet Agnia och familjen långhorningar.
Artens utbredningsområde är Sulawesi. Inga underarter finns listade i Catalogue of Life.